# 374P/Larson
374P/Larson, komet Jupiterove obitelji